# Zybex
Zybex — компьютерная игра в жанре скролл-шутер, выпущенная в 1989 году британской компанией Zeppelin Games для восьмибитных домашних компьютеров.

## Сюжет
Двое повстанцев, Ринсер и Кассалана бегут из интергалактической тюрьмы, чтобы избежать собственной казни. На их головы надеты смертельные обручи, снять которые они не могут, но это может сделать тот, кто их надел. Чтобы заставить его снять их, нужно раздобыть всемогущественный кристал Зибекс с одноимённой планеты. Чтобы преодолеть путь к Зибексу, героям предстоит собрать шестнадцать телепортирующих жетонов, разбросанных по шестнадцати планетам системы Цсокан.

## Игровой процесс
Игра начинается с первой планеты, Арктуруса. По мере прохождения играющему будут доставаться жетоны телепортации и появится возможность выбирать более сложные уровни, доступ к которым требует бо́льшего количества жетонов.
Выбор и использование оружия в Zybex является её отличительной особенностью. Стрельба происходит автоматически, а кнопка "огонь" переключает оружие. Первоначально персонаж стреляет из пулемёта, а по мере накопления собранных предметов его оружие усиливается. Существует несколько видов разного оружия, у каждого из них возможна сила от 1 до 4. При потере жизни мощность используемого на тот момент оружия уменьшается на один. Если мощность оружия равнялась единице, игрок теряет этот тип оружия. Дополнительные жизни подбираются наряду с оружием, а также начисляются за каждые 10000 очков. Дополнительные очки можно заработать в конце каждого уровня, собирая бонусы с убитых врагов.
В конце многих уровней встречается босс. Уничтожить такого сильного противника достаточно сложно.

## Скриншоты

Atari XE
Commodore 64
ZX Spectrum